# Cheliomyrmex
Genre
Cheliomyrmex est un genre de fourmis légionnaires de la sous-famille des Dorylinae.

## Classification
Le nom valide complet (avec auteur) de ce taxon est Cheliomyrmex Mayr, 1870.
Cheliomyrmex a pour synonyme :
- Cheliomirmex Forel, 1878

Le genre a été créé en 1870 par l'entomologiste autrichien Gustav Mayr.

## Répartition
Les espèces du genre Cheliomyrmex se rencontrent en Amérique centrale et du Sud, dans les pays suivants : Belize, Brésil, Colombie, Équateur, Guyane française, Guatemala, Guyana, Honduras, Mexique, Panama, Pérou, Suriname, Venezuela.

## Liste des espèces
Selon GBIF (22 mai 2023) :
- Cheliomyrmex andicola Emery, 1894
- Cheliomyrmex audax Santschi, 1921
- Cheliomyrmex megalonyx Wheeler, 1921
- Cheliomyrmex morosus (Smith, 1859)